# Heliotrygon rosai
Heliotrygon rosai  (лат.)  — недавно описанный вид хрящевых рыб рода Heliotrygon семейства речных хвостоколов отряда хвостоколообразных. Эти скаты являются эндемиками тропических вод бассейна реки Амазонки. Максимальная зарегистрированная длина 80 см.

## Таксономия
Вид впервые был научно описан в 2011 году. Голотип представляет собой взрослого самца длиной 9,84 см (диск длиной 6,04 и шириной 5,77 см), пойманный в притоке Амазонки, который протекает в западной Бразилии (0°55′34″ ю. ш. 48°17′25″ з. д.). Паратипы: неполовозрелые самцы длиной 4,04 см (диск длиной 3,15 и шириной 3,09 см) и неполовозрелые самки длиной 5 см (диск длиной 2,15 и шириной 2,06 см) и 3,62 см (диск длиной 2,44 и шириной 2,26 см), пойманные в притоке Амазонки Нанай. Вид назван в честь Рикардо С. Роза, который в 1985 году провёл таксономическую ревизию семейства речных хвостоколов.

## Описание
У Heliotrygon rosai тело имеет круглую форму, спинные плавники и хвостовой плавник отсутствуют. Хвост имеет форму кнута, с ядовитым жалом на конце. Позади глаз расположены брызгальца. На вентральной стороне диска имеются 5 пар жаберных щелей. Максимальная зарегистрированная длина 80 см. Окраска дорсальной поверхности диска серого или желтовато-коричневого цвета с витиеватым узором из переплетающихся линий. От Heliotrygon gomesi этот вид отличается более толстым основанием хвоста (у голотипа Heliotrygon gomesi толщина хвоста составляет 4,5 % от ширины диска в отличие от 5,6 % у Heliotrygon rosai), несколько меньшим расстоянием от кончика рыла до глаз (31 % против 33,2 %) и пропорционально большей длиной внешнего края брюшных плавников (1,3—4,9 % против 1—3,3 % ).

## Взаимодействие с человеком
Эти скаты не представляют интереса для коммерческого промысла. Типовые образцы были собраны в ходе лова речных хвостоколов для аквариумной торговли. Международный союз охраны природы еще не оценил статус сохранности данного вида. 